# Onze-Lieve-Vrouwekapel (Sint-Pieters-Kapelle)

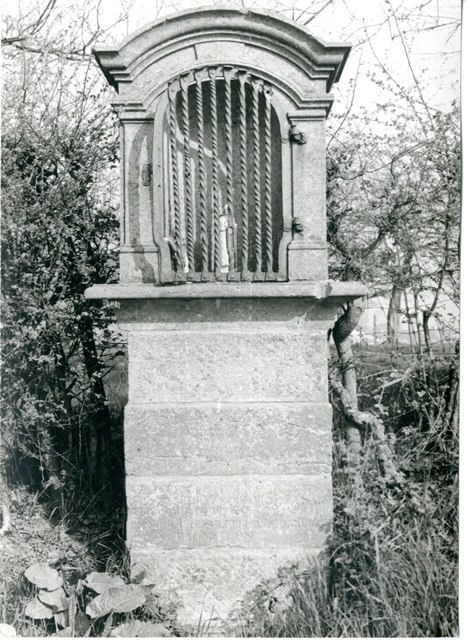
Onze-Lieve-Vrouwekapel

De Onze-Lieve-Vrouwekapel is een kapel in de tot de Vlaams-Brabantse gemeente Pajottegeme behorende plaats Sint-Pieters-Kapelle, gelegen aan de Beverstraat.
Het betreft een pijlerkapel uit 1766 met het opschrift:
Cette chapelle et monter a l'honneur de Dieu et de la Sainte Vierge per Jean Baptiste De Mol et Elisabeth Wayenbergh sa femme l'an 1766 (deze kapel werd opgericht ter ere van God en de Heilige Maagd door Jean Baptiste De Mol en Elisabeth Wayenbergh zijn vrouw in het jaar 1766).
De kapel wordt gesierd door een gebogen kroonlijst.